# Попов, Владимир Алексеевич (краевед)
Влади́мир Алексе́евич Попо́в (1828, Никольск Вологодской губернии — 1867) — экономист-статистик, краевед.
В 1848 году окончил Вологодскую гимназию и работал учителем. Занимался краеведением, был членом Русского географического общества. Был автором ряда краеведческих статей. Одна из них, по статистике населения Вологодской губернии была отмечена золотой медалью Русского географического общества.